# غلشن (حسين أباد)
غلشن (بالفارسية: گلشن) هي قرية تقع في إيران في قسم حسین أباد. يقدر عدد سكانها بـ 2,240 نسمة .